# Koninklijke Gazelle
Koninklijke Gazelle ist ein niederländisches Fahrradunternehmen, das ursprünglich auch motorisierte Kleinfahrzeuge und Motorräder herstellte. Seit 2011 gehört das Unternehmen zur Pon Holdings und existiert unter deren Dach als Marke weiter.

## Geschichte
Das Unternehmen gilt mit inzwischen rund 14 Millionen verkauften Fahrräder und über hundertjähriger Firmengeschichte als größte Fahrradfirma der Niederlande. Die Jahresproduktion in Dieren beträgt derzeit bei ungefähr 450 Mitarbeitern etwa 275.000 Fahrräder.

### Bis einschließlich des Zweiten Weltkriegs

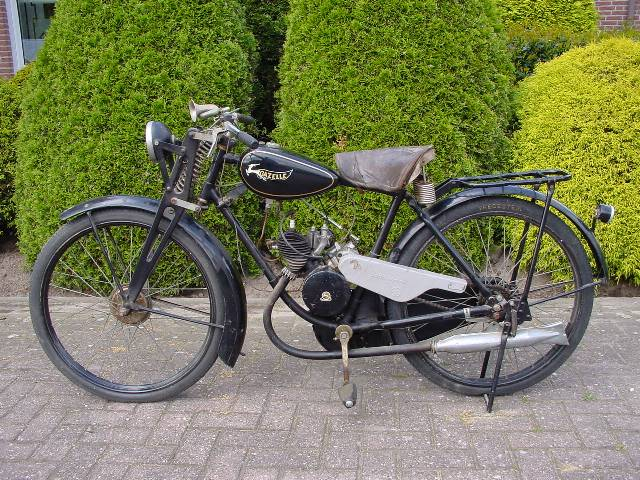
Gazelle Motorrad (1935)

Im Jahr 1892 gründete Willem Kölling, ein Beamter der PTT, ein Fahrradgeschäft, indem er zunächst englische Fahrräder für den Weiterverkauf importierte. Als sein Geschäft gut lief, suchte er einen Partner und fand ihn in Rudolf Arentsen, einem Händler von Öfen, Kaminen und Eisen. Sie gründeten die Firma Kölling und Arentsen. Im Jahr 1902 begann das Unternehmen die eigene Produktion unter dem durch die niederländische Kolonialgeschichte geprägten Namen Gazelle. Im Jahre 1903 wurde das Angebot um ein Motorrad erweitert, das nicht von Gazelle selbst hergestellt wurde.
Im Jahr 1905 zog sich Arentsen aus der Firma zurück und wurde von Hendrik Kölling, einem Bruder von William, abgelöst. Nach einer größeren Erweiterung der Produktionsstätte war es möglich, eine höhere Anzahl von Fahrrädern zu produzieren.
1912 führte Gazelle einen Comic mit dem Titel Piet Pelle auf seiner Gazelle ein. In den 1930er Jahren wurde ein Zeichentrickfilm über Piet produziert, welcher in den Schaufenstern der Fahrradwerkstätten gezeigt wurde. Der Comic wurde in den 1950er Jahren neu aufgelegt und Kees Stip fügte zwei weitere Geschichten in den sechziger Jahren hinzu.
Im Jahr 1915 wurde die Firma in N.V. Gazelle Rijwielfabriek v / h Arentsen und Kölling umbenannt. Bis zum Zweiten Weltkrieg florierte das Unternehmen und erweiterte seinen Absatzmarkt in Niederländisch-Indien. So wurde 1935 das erste Tandem produziert, das sich sofort als großer Erfolg erwies. Im Jahr 1938 begann der Bau von Motorrädern, zunächst mit dem 60cc-„Steakwärmer“ von ILO, später auch mit schwereren Modellen mit 50- bis 248-cc-ILO- und -Villiers-Blöcken. Ein geringerer Erfolg war das erste Experiment mit einem elektrisch angetriebenen Fahrrad, das von fünf Fahrradherstellern, darunter Gazelle, entwickelt wurde.
Während des Zweiten Weltkriegs wurde ein Großteil des Materials und der Maschinen nach Deutschland überführt, kurz vor der Befreiung wurden die restlichen Maschinen durch ein spezielles Sprengkommando zerstört.

### Zwischen 1945 und 2000
Nach dem Krieg dauerte es bis August 1946, bevor das erste Gazelle-Rad der Nachkriegszeit auf den Markt gebracht wurde, und 1950 folgte das erste Fahrrad mit Hilfsmotor.
1954, dem Jahr, in dem das einmillionste Fahrrad hergestellt wurde, wurde die Firma von einem Familienunternehmen in eine offene Aktiengesellschaft umgewandelt. Gazelle wurde in den folgenden Jahren zu einer der wichtigsten Fahrradfabriken in den Niederlanden.
Im Jahr 1958 präsentierte Gazelle, die auch dreirädrige Fahrräder produzierte, einen vierrädrigen kommerziellen Lieferwagen, der von De Gruyter und der Bäckereikette Vermaat gekauft wurde. Als Antrieb diente ein Elektro- oder ein Benzinmotor von Sachs.
1964 kam von Gazelle mit dem Kwikstep das erste niederländische Faltrad auf den Markt.
Eine Fusion mit Batavus im Jahr 1964 verlief nicht reibungslos. Die Firmen schienen nicht zusammen zu passen, und nach nur zwei Jahren wurde die Zusammenarbeit aufgelöst. Ende der sechziger Jahre wurden die Mitbewerber Juncker, Simplex und Locomotief sowie der Mopedhersteller Berini übernommen.
1970 baute Gazelle ein zweisitziges Leichtfahrzeug. Für den Antrieb sorgte ein Zweitaktmotor. Das Fahrzeug blieb ein Prototyp.
Im Jahr 1971 wurde Gazelle selbst von Tube Investment übernommen, und das Unternehmen wurde in Gazelle Rijwielfabriek B.V. umgewandelt.
1987 wurde die Fahrradsparte von Tube Investments an die Derby Cycle Werke verkauft. Diese amerikanische Firma besaß bereits Raleigh, den späteren Hersteller Sturmey-Archer und die deutschen Fahrradmarken Kalkhoff, Rixe, Winora und Staiger.
1992 erhielt Gazelle zum 100-jährigen Bestehen das Prädikat „Koninklijk“ (ein Ehrentitel, der bestimmten Unternehmen und gemeinnützigen Organisationen in den Niederlanden und in geringerem Maße Belgien von den Monarchen der einzelnen Länder verliehen wird) und das achtmillionste Rad wurde gebaut.
Im Jahr 1999 betrug die Mitarbeiterzahl etwa 600, die Jahresproduktion circa 300.000 Räder, und das zehnmillionste Rad wurde hergestellt.

### Nach 2000
Derby verkaufte Gazelle im Jahr 2001 an die niederländische Investmentgesellschaft Gilde Buy Out Partners. Gazelle ging es ausgezeichnet, aber Derby brauchte den Erlös aus dem Verkauf, um zu überleben. Zu dieser Zeit produzierte Gazelle ungefähr 380.000 Fahrräder pro Jahr und das Unternehmen hatte einen Marktanteil von 30 %.
Am 1. Juni 2006 wurde die Produktion von Stahlrahmen am Standort Dieren eingestellt. Diese werden seitdem, wie bereits die Aluminiumrahmen, extern eingekauft.
Im Jahr 2011 wurde Gazelle von Pon Holdings (einem Importeur von Volkswagen-Autos) vom Eigentümer Gilde Buy Out Partners übernommen. Gazelle blieb nach der Übernahme ein eigenständig operierendes Unternehmen. Laut Pon fügte sich die Akquisition in die Wachstumsstrategie als Mobilitätsanbieter ein und war ein wichtiger Schritt auf dem Fahrradmarkt.
Ende 2012 besuchte Prinzessin Margriet die Fabrik, die das 120-jährige Jubiläum feierte. Im selben Jahr wurde auch der niederländische Fahrradhersteller Union von der PON Bicycle Group übernommen. Union ist jetzt ein Teil von Gazelle.
Im Jahr 2015 wurde die neue Fabrikhalle von König Willem Alexander eröffnet.

## Radmodelle
Die Firma Gazelle wird meist in einem Atemzug mit dem in Deutschland so bezeichneten „Hollandrad“ genannt. Dieses klassische Stadtrad war stilbildend für die Firma und ist nach wie vor im norddeutschen Raum weit verbreitet.
Gazelle produzierte jedoch auch Touren-, Trekking-, Cyclocross-, Bahn- und Rennräder aus Stahl. Die hochwertigeren Modelle wurden aus Reynolds Rohren in unterschiedlicher Qualität, die Spitzenmodelle aus Reynolds 531 gefertigt.

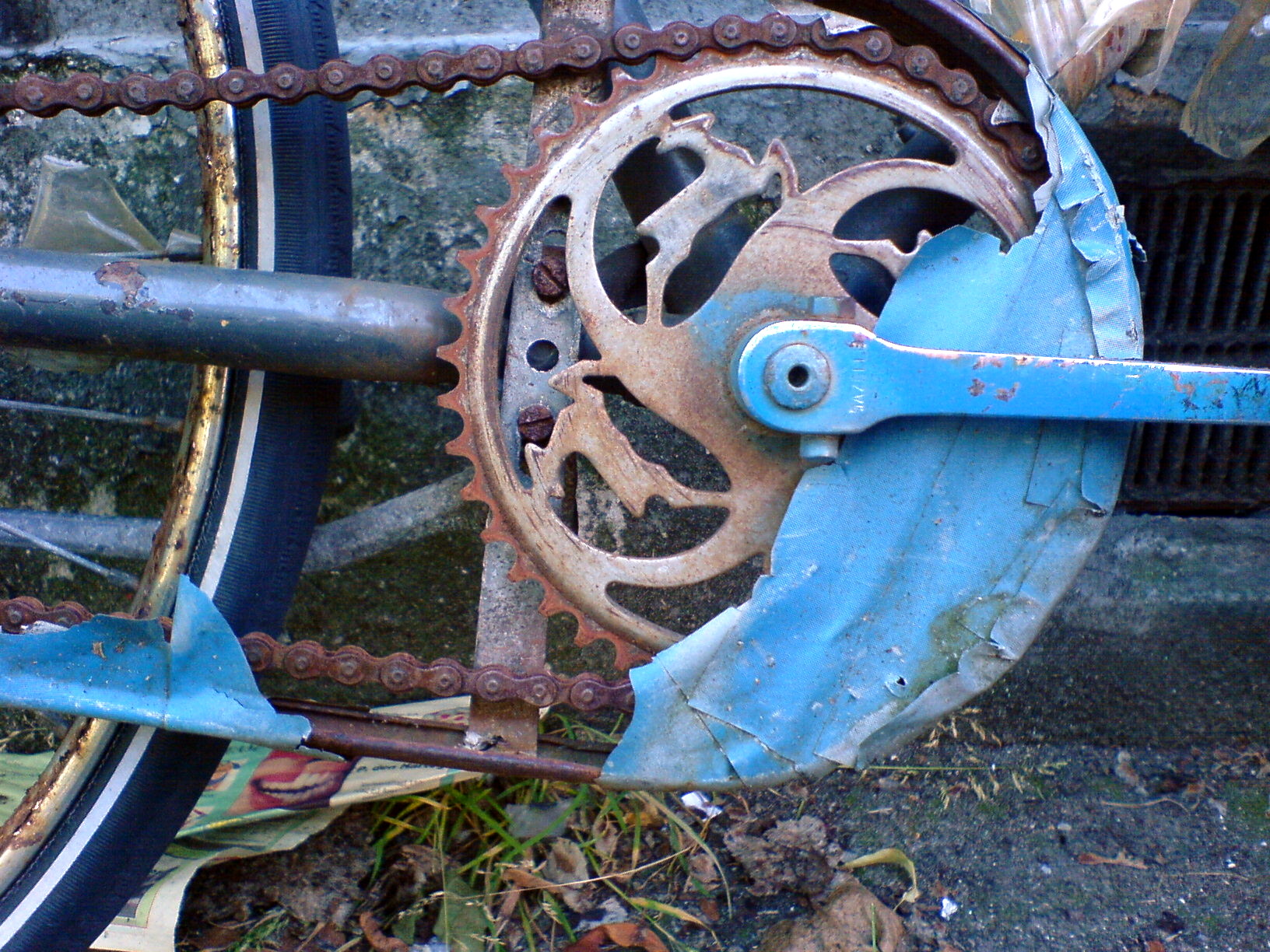
Fahrrad-Kettenblatt mit eingearbeiteter Gazelle
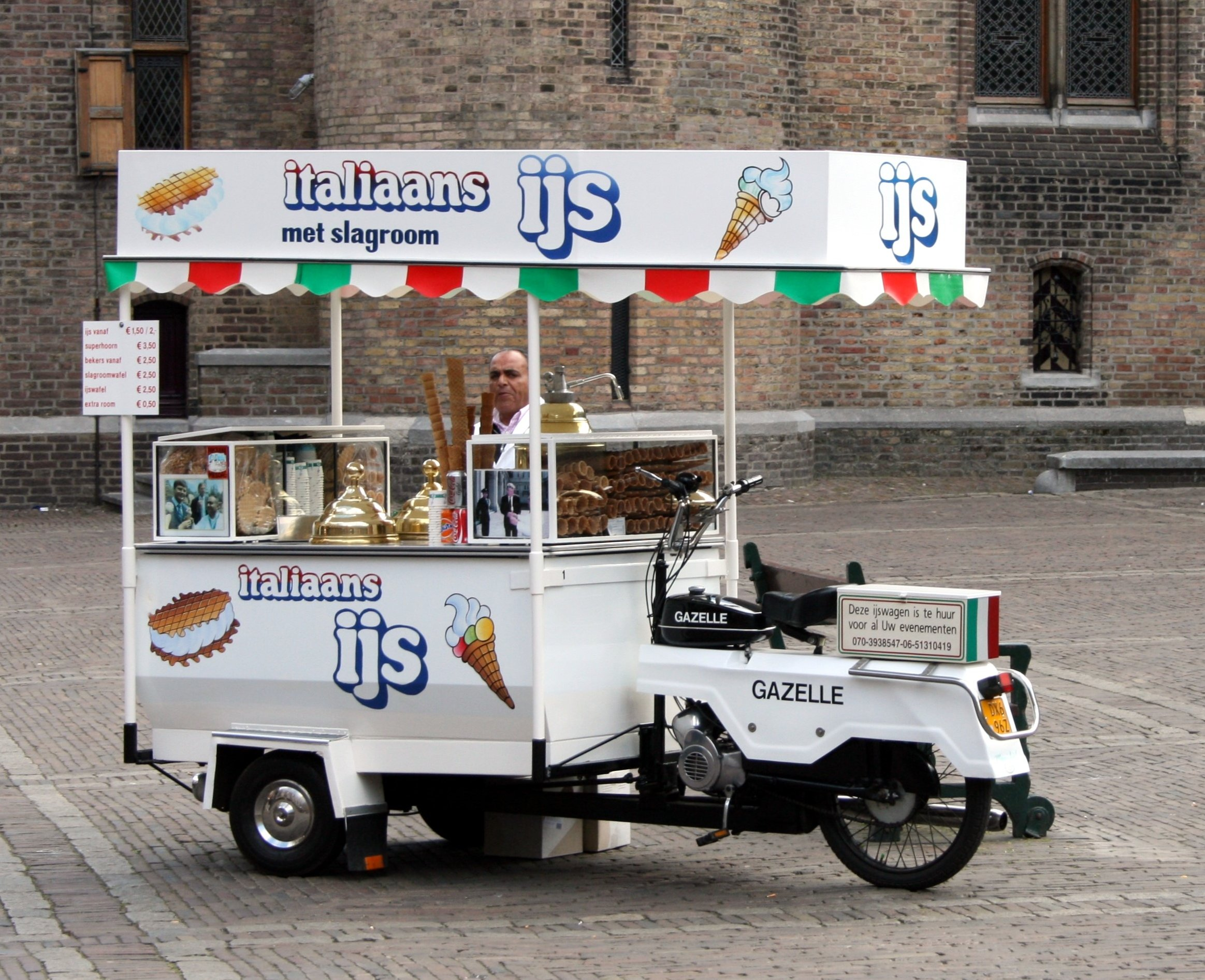
Motorisiertes Lasten-Dreirad
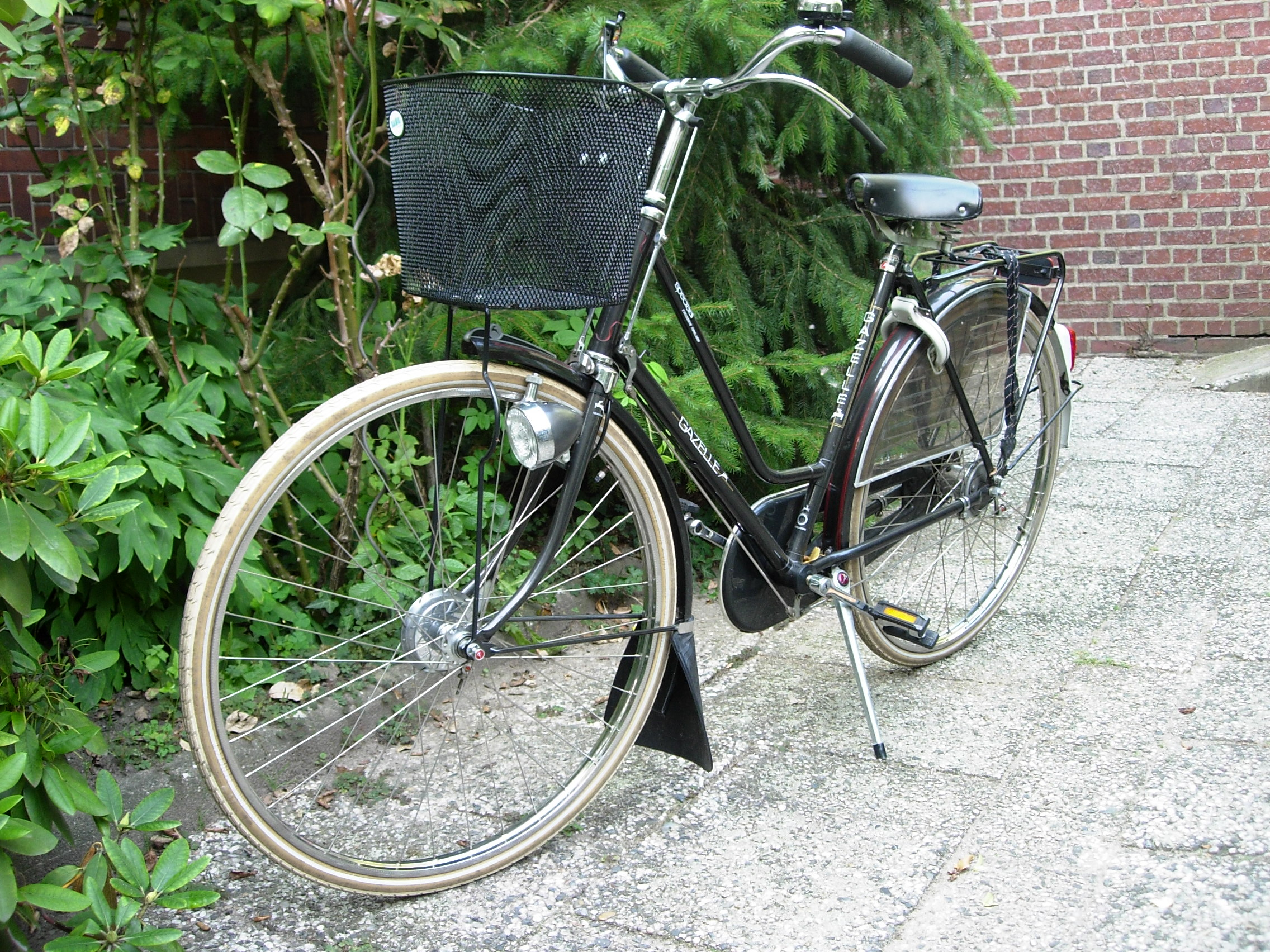
Gazelle Speciaal Exclusive Topklasse Damen (1988)
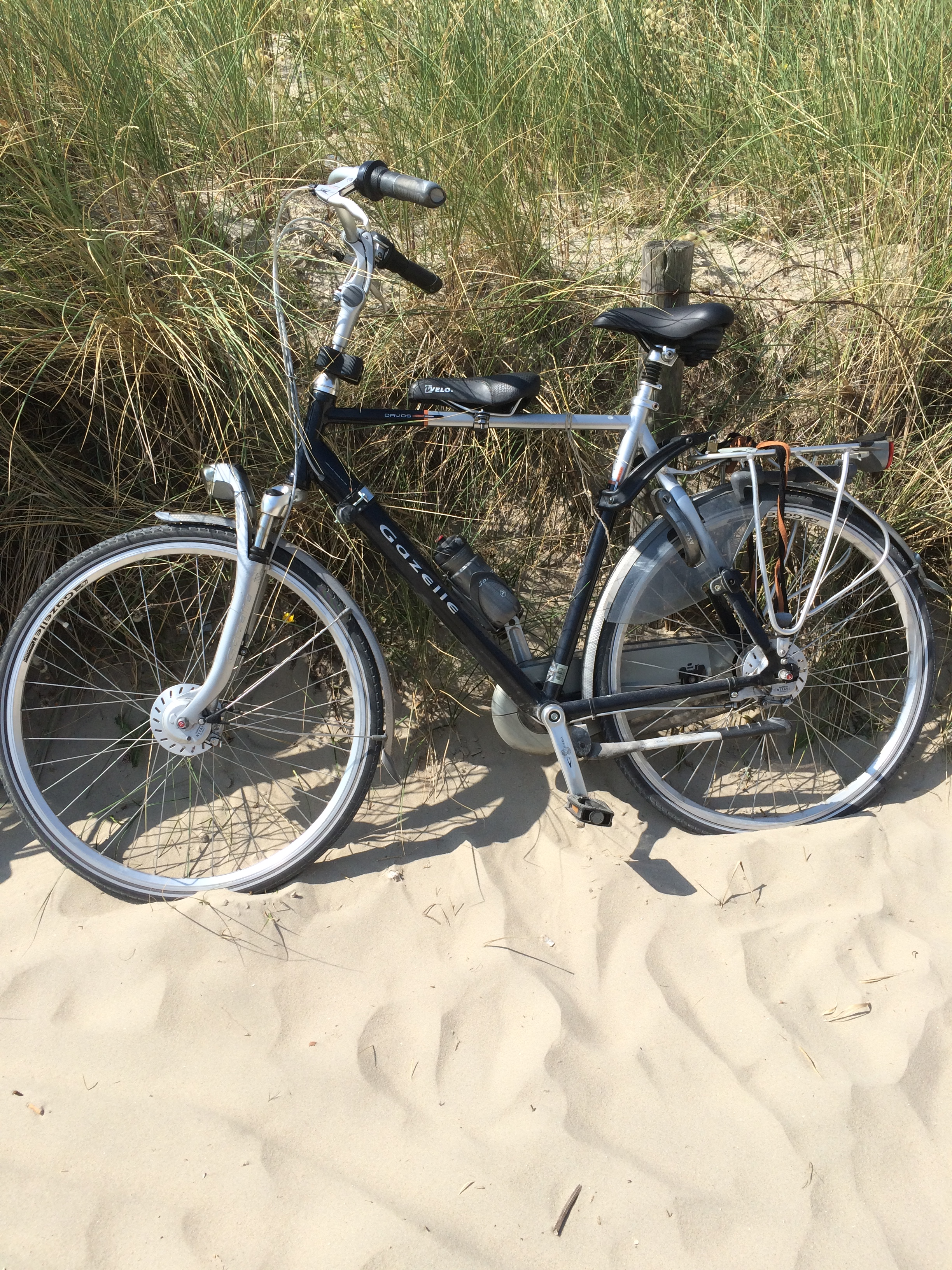
Gazelle Tourenrad
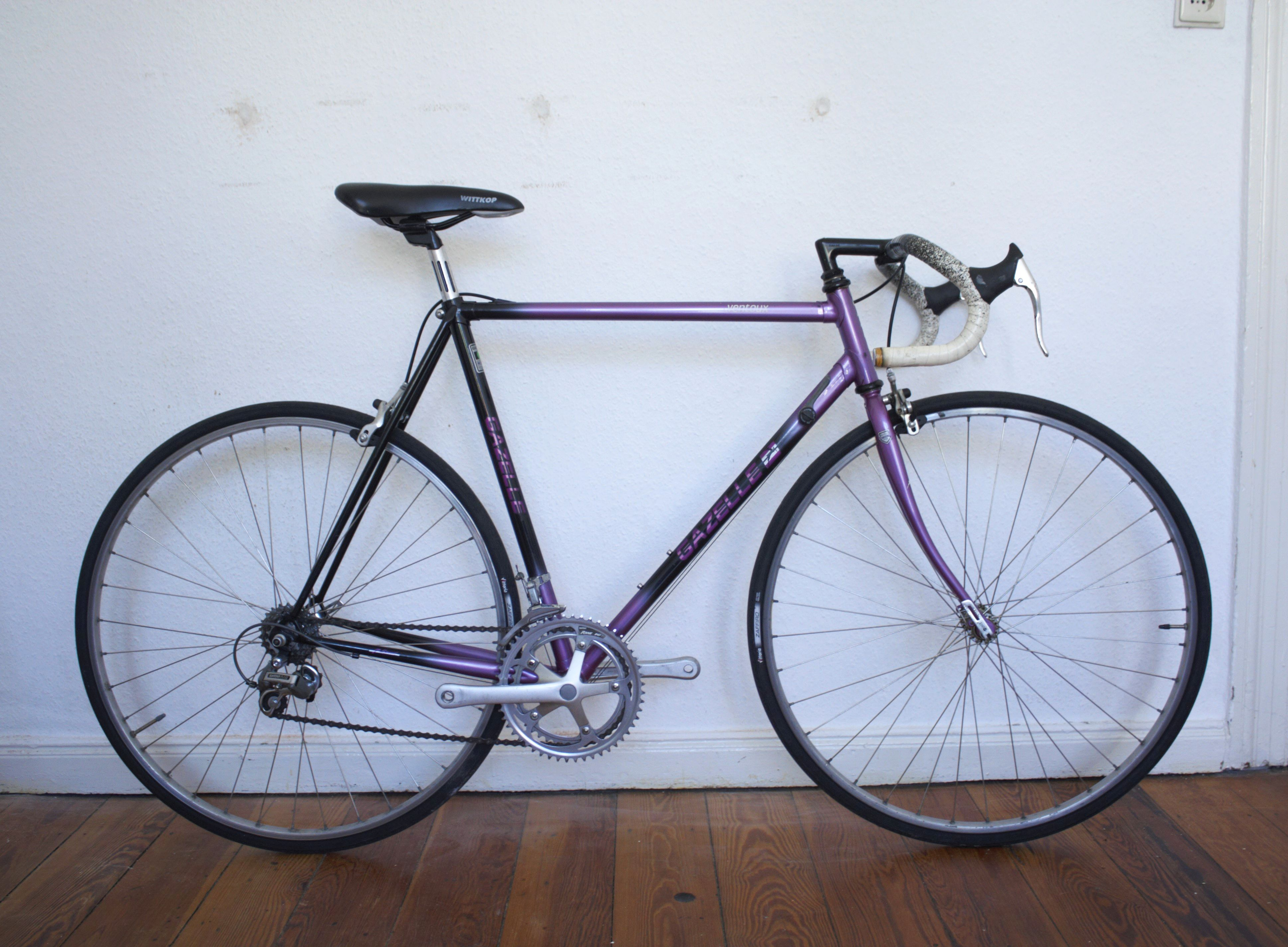
Gazelle Rennrad aus den 1990er Jahren

## Piet Pelle

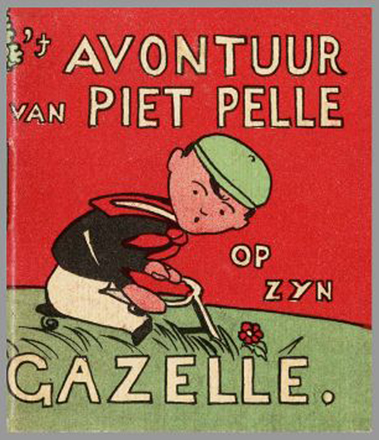
Buchcover von ’t Avontuur van Piet Pelle op zyn Gazelle aus dem Jahre 1912

Von 1912 bis 1998 war die Werbefigur von Gazelle der kleine Junge Piet Pelle aus dem von dem Unternehmen kostenlos verteilten Bilderbuch ’t Avontuur van Piet Pelle op zyn Gazelle („Die Abenteuer von Piet Pelle auf seiner Gazelle“), entworfen von Ko Doncker. Daraus entwickelte sich der Werbeslogan „Doe als Piet Pelle – kies ’n Gazelle“ („Mach’s wie Piet Pelle – wähl ’ne Gazelle“). Seit 2015 ist Piet Pelle das Markenzeichen der Werbekampagne Het nieuwe fietsplan („Der neue Fahrradplan“) für Elektrofahrräder.